# Arnaud-Guilhem
Pour les articles homonymes, voir Arnaud et Guilhem.
Arnaud-Guilhem (Arnaud Guilhèm en occitan) est une commune française située dans l'ouest du département de la Haute-Garonne en région Occitanie. Sur le plan historique et culturel, la commune fait partie du pays de Comminges, correspondant à l’ancien comté de Comminges, circonscription de la province de Gascogne située sur les départements actuels du Gers, de la Haute-Garonne, des Hautes-Pyrénées et de l'Ariège.
Exposée à un climat océanique altéré, elle est drainée par la Garonne, le ruisseau de Bonnefont et par divers autres petits cours d'eau. La commune possède un patrimoine naturel remarquable : un site Natura 2000 (« Garonne, Ariège, Hers, Salat, Pique et Neste »), un espace protégé (« la Garonne, l'Ariège, l'Hers Vif et le Salat ») et quatre zones naturelles d'intérêt écologique, faunistique et floristique.
Arnaud-Guilhem est une commune rurale qui compte 231 habitants en 2022, après avoir connu un pic de population de 706 habitants en 1831. Elle fait partie de l'aire d'attraction de Saint-Gaudens. Ses habitants sont appelés les Arnaud-Guilhémois ou  Arnaud-Guilhémoises.

## Géographie

### Localisation
La commune d'Arnaud-Guilhem se trouve dans le département de la Haute-Garonne, en région Occitanie.
Elle se situe à 68 km à vol d'oiseau de Toulouse, préfecture du département, à 15 km de Saint-Gaudens, sous-préfecture, et à 46 km de Bagnères-de-Luchon, bureau centralisateur du canton de Bagnères-de-Luchon dont dépend la commune depuis 2015 pour les élections départementales.
La commune fait en outre partie du bassin de vie de Salies-du-Salat.
Les communes les plus proches sont : 
Laffite-Toupière (2,5 km), Saint-Martory (2,6 km), Lestelle-de-Saint-Martory (2,7 km), Auzas (3,2 km), Castillon-de-Saint-Martory (3,3 km), Proupiary (3,5 km), Beauchalot (4,6 km), Mancioux (4,7 km).
Sur le plan historique et culturel, Arnaud-Guilhem fait partie du pays de Comminges, correspondant à l’ancien comté de Comminges, circonscription de la province de Gascogne située sur les départements actuels du Gers, de la Haute-Garonne, des Hautes-Pyrénées et de l'Ariège.
Arnaud-Guilhem est limitrophe de six autres communes.
Les communes limitrophes sont Laffite-Toupière, Auzas, Castillon-de-Saint-Martory, Proupiary et Saint-Martory.
| Auzas     | Laffite-Toupière           |               |
| Proupiary | Arnaud-Guilhem             | Saint-Martory |
|           | Castillon-de-Saint-Martory |               |

Commune située en pays du Comminges en Rivière-Verdun, à mi-chemin entre Toulouse et Tarbes, à proximité du péage autoroutier de Lestelle-de-Saint-Martory.

### Géologie et relief
La superficie de la commune est de 770 hectares ; son altitude varie de 279  à   463 mètres.

### Hydrographie

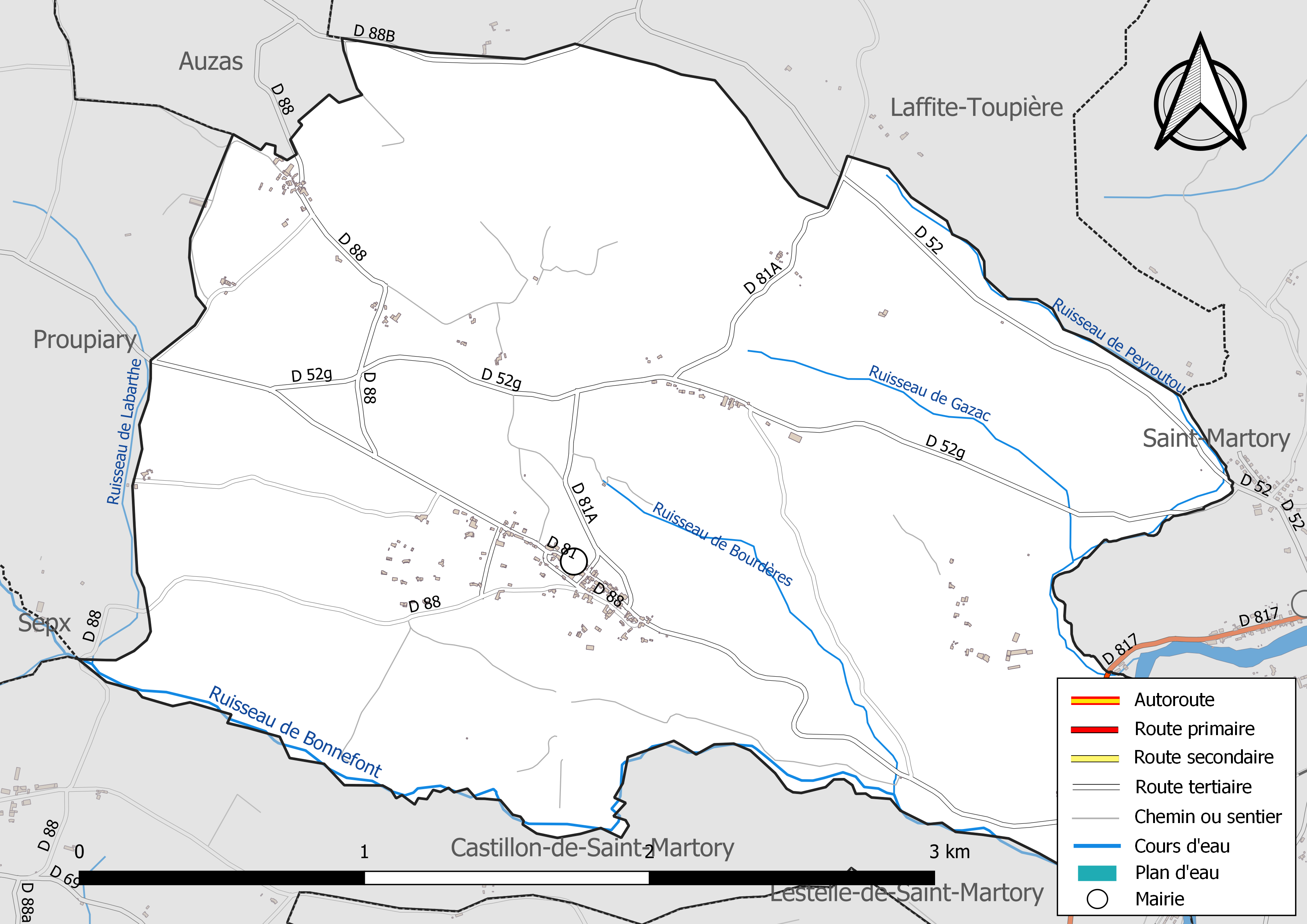
Réseaux hydrographique et routier d'Arnaud-Guilhem.

La commune est dans le Bassin de la Garonne, au sein du bassin hydrographique Adour-Garonne. Elle est drainée par la Garonne, le ruisseau de Bonnefont, le ruisseau de Bourdères, le ruisseau de Gazac et le ruisseau de Peyroutou, constituant un réseau hydrographique de 9 km de longueur totale,.
La Garonne est un fleuve principalement français prenant sa source en Espagne et qui coule sur 529 km avant de se jeter dans l’océan Atlantique.

### Climat
Pour des articles plus généraux, voir Climat de l'Occitanie et Climat de la Haute-Garonne.
En 2010, le climat de la commune est de type climat océanique altéré, selon une étude s'appuyant sur une série de données couvrant la période 1971-2000. En 2020, Météo-France publie une typologie des climats de la France métropolitaine dans laquelle la commune est exposée à un climat de montagne ou de marges de montagne et est dans la région climatique Pyrénées centrales, caractérisée par une pluviométrie annuelle de 1 000 à 1 200 mm.
Pour la période 1971-2000, la température annuelle moyenne est de 12,6 °C, avec une amplitude thermique annuelle de 14,7 °C. Le cumul annuel moyen de précipitations est de 914 mm, avec 10,1 jours de précipitations en janvier et 6,5 jours en juillet. Pour la période 1991-2020, la température moyenne annuelle observée sur la station météorologique la plus proche, située sur la commune de Palaminy à 15 km à vol d'oiseau, est de 13,2 °C et le cumul annuel moyen de précipitations est de 715,2 mm,. Pour l'avenir, les paramètres climatiques de la commune estimés pour 2050 selon différents scénarios d’émission de gaz à effet de serre sont consultables sur un site dédié publié par Météo-France en novembre 2022.

### Milieux naturels et biodiversité

#### Espaces protégés
La protection réglementaire est le mode d’intervention le plus fort pour préserver des espaces naturels remarquables et leur biodiversité associée,.
Un  espace protégé est présent sur la commune : 
« la Garonne, l'Ariège, l'Hers Vif et le Salat », objet d'un arrêté de protection de biotope, d'une superficie de 1 658,7 ha.

#### Réseau Natura 2000

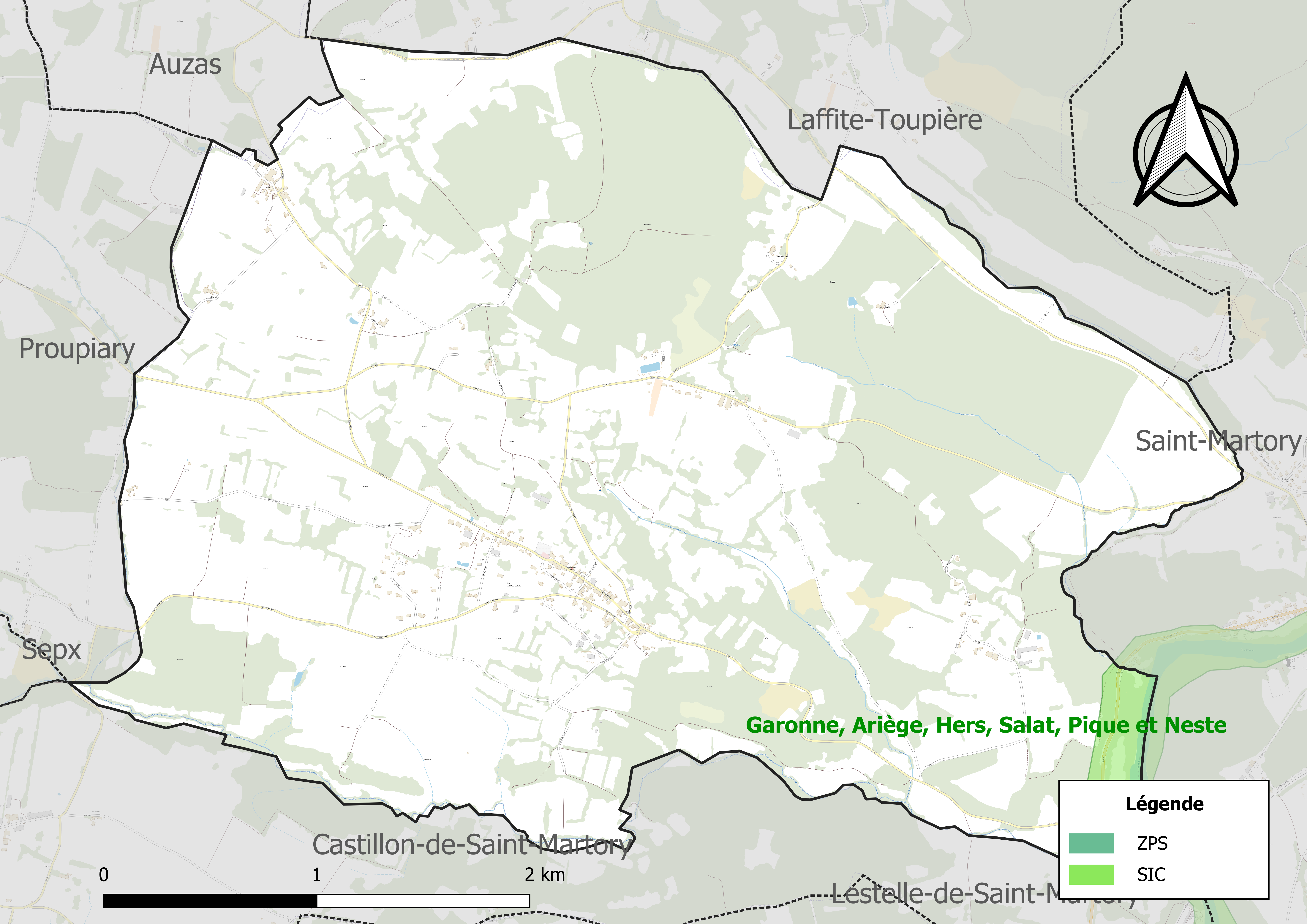
Site Natura 2000 sur le territoire communal.

Le réseau Natura 2000 est un réseau écologique européen de sites naturels d'intérêt écologique élaboré à partir des directives habitats et oiseaux, constitué de zones spéciales de conservation (ZSC) et de zones de protection spéciale (ZPS).
Un site Natura 2000 a été défini sur la commune au titre de la directive habitats : « garonne, Ariège, Hers, Salat, Pique et Neste », d'une superficie de 9 581 ha, un réseau hydrographique pour les poissons migrateurs (zones de frayères actives et potentielles importantes pour le Saumon en particulier qui fait l'objet d'alevinages réguliers et dont des adultes atteignent déjà Foix sur l'Ariège.

#### Zones naturelles d'intérêt écologique, faunistique et floristique

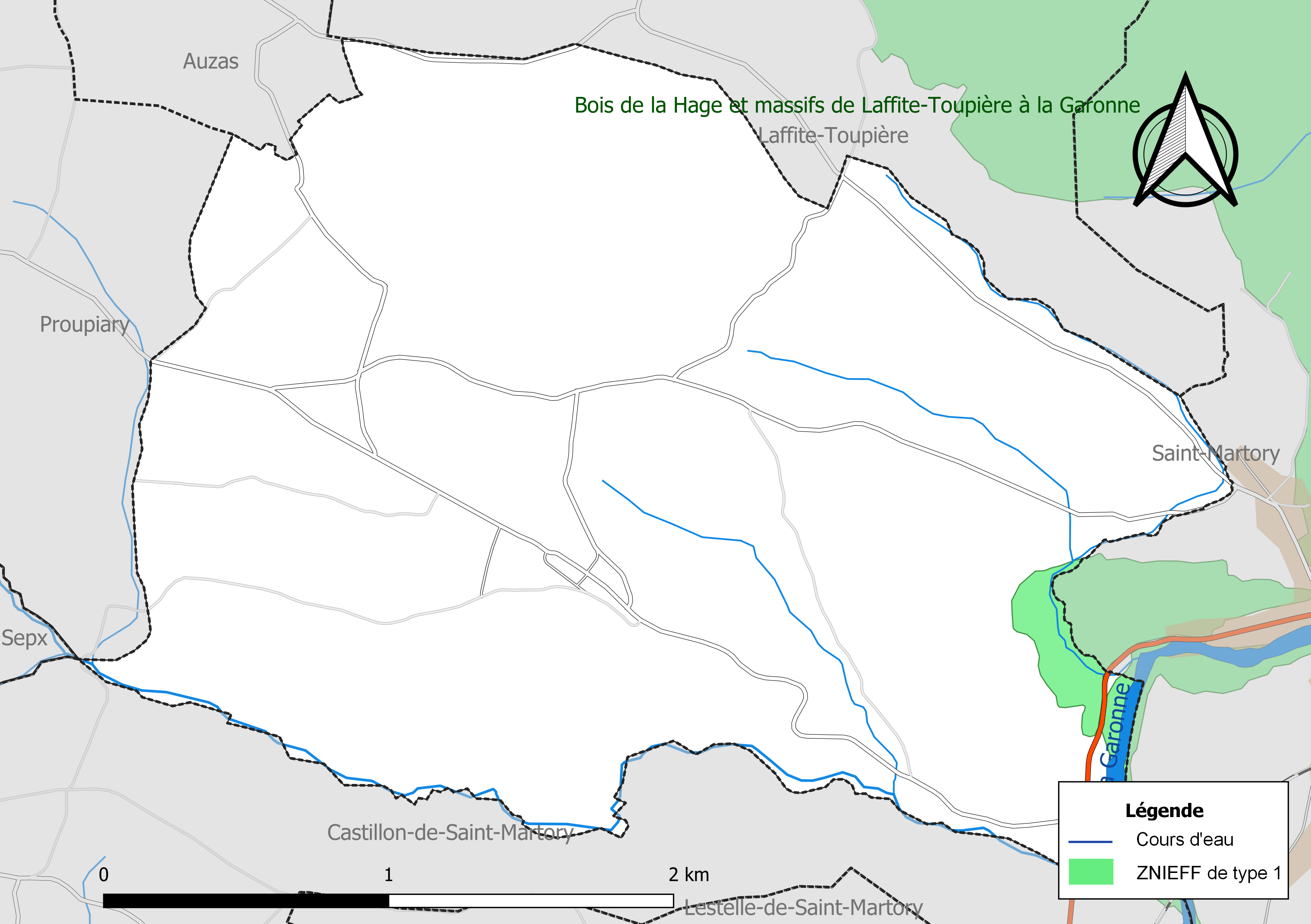
Carte des ZNIEFF de type 1 localisées sur la commune.

L’inventaire des zones naturelles d'intérêt écologique, faunistique et floristique (ZNIEFF) a pour objectif de réaliser une couverture des zones les plus intéressantes sur le plan écologique, essentiellement dans la perspective d’améliorer la connaissance du patrimoine naturel national et de fournir aux différents décideurs un outil d’aide à la prise en compte de l’environnement dans l’aménagement du territoire.
Deux ZNIEFF de type 1 sont recensées sur la commune :
les « bois de la Hage et massifs de Laffite-Toupière à la Garonne » (1 069 ha), couvrant 8 communes du département et 
« la Garonne de Montréjeau jusqu'à Lamagistère » (5 075 ha), couvrant 92 communes dont 63 dans la Haute-Garonne, trois en Lot-et-Garonne et 26 ene Tarn-et-Garonne
et deux ZNIEFF de type 2, : 
- « la Garonne et milieux riverains, en aval de Montréjeau » (6 874 ha), couvrant 93 communes dont 64 dans la Haute-Garonne, trois en Lot-et-Garonne et 26 en Tarn-et-Garonne[26] ;
- les « Petites Pyrénées en rive gauche de la Garonne » (3 525 ha), couvrant 12 communes du département[27].

## Urbanisme

### Typologie
Au 1er janvier 2024, Arnaud-Guilhem est catégorisée commune rurale à habitat très dispersé, selon la nouvelle grille communale de densité à sept niveaux définie par l'Insee en 2022.
Elle est située hors unité urbaine. Par ailleurs la commune fait partie de l'aire d'attraction de Saint-Gaudens, dont elle est une commune de la couronne,. Cette aire, qui regroupe 85 communes, est catégorisée dans les aires de moins de 50 000 habitants,.

### Occupation des sols
L'occupation des sols de la commune, telle qu'elle ressort de la base de données européenne d’occupation biophysique des sols Corine Land Cover (CLC), est marquée par l'importance des territoires agricoles (82,3 % en 2018), une proportion identique à celle de 1990 (82,3 %). La répartition détaillée en 2018 est la suivante : 
zones agricoles hétérogènes (59,3 %), forêts (17,7 %), terres arables (12,3 %), prairies (10,8 %). L'évolution de l’occupation des sols de la commune et de ses infrastructures peut être observée sur les différentes représentations cartographiques du territoire : la carte de Cassini (XVIIIe siècle), la carte d'état-major (1820-1866) et les cartes ou photos aériennes de l'IGN pour la période actuelle (1950 à aujourd'hui).

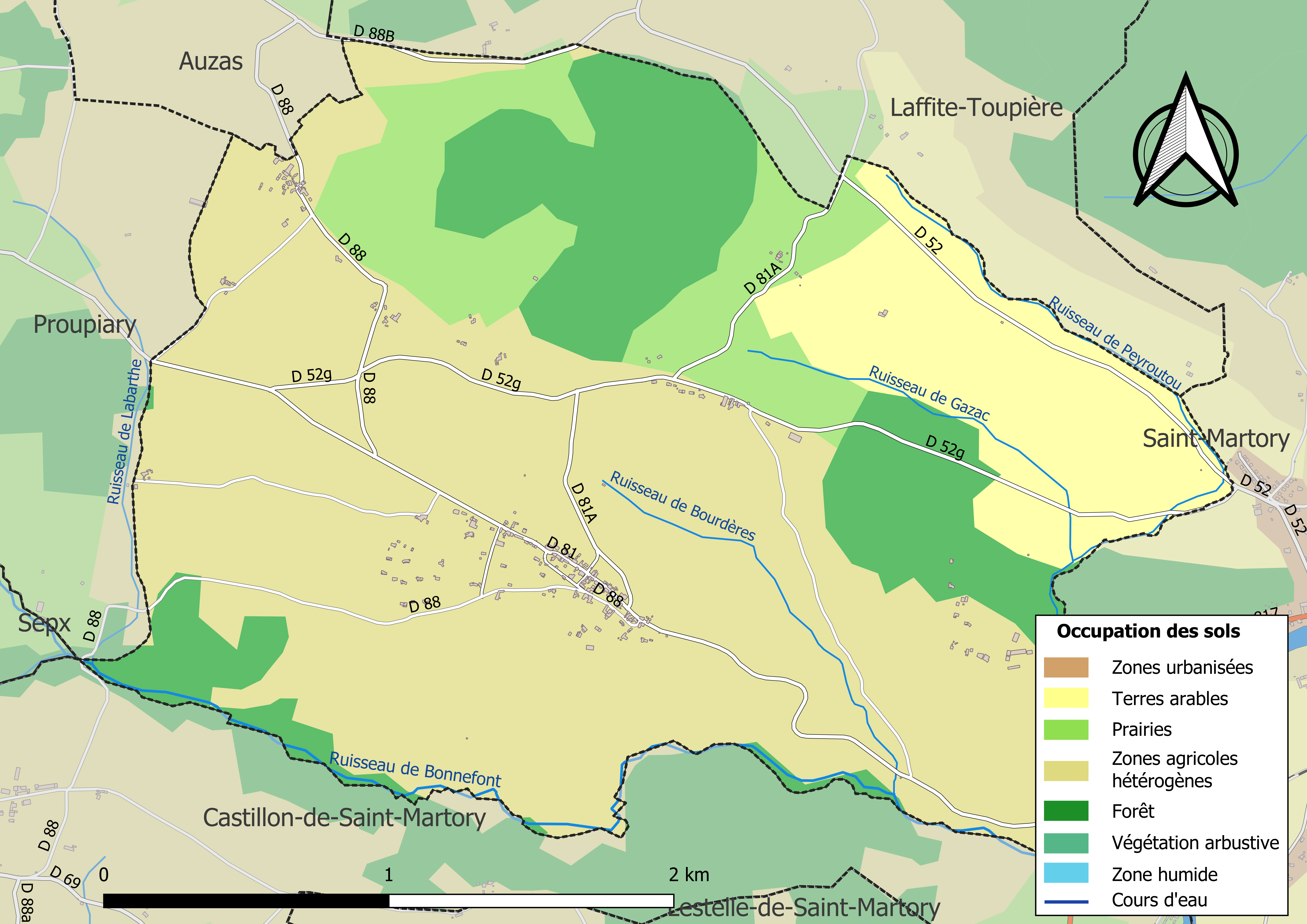
Carte des infrastructures et de l'occupation des sols de la commune en 2018 (CLC).

### Voies de communication et transports
Accès par l'autoroute A64 sortie no 19 en venant de Toulouse, ou no 21 en venant de Tarbes.

### Risques majeurs
Le territoire de la commune d'Arnaud-Guilhem est vulnérable à différents aléas naturels : météorologiques (tempête, orage, neige, grand froid, canicule ou sécheresse), inondations et séisme (sismicité modérée). Il est également exposé à un risque technologique, la rupture d'un barrage. Un site publié par le BRGM permet d'évaluer simplement et rapidement les risques d'un bien localisé soit par son adresse soit par le numéro de sa parcelle.

#### Risques naturels
Certaines parties du territoire communal sont susceptibles d’être affectées par le risque d’inondation par débordement de cours d'eau, notamment la Garonne. La commune a été reconnue en état de catastrophe naturelle au titre des dommages causés par les inondations et coulées de boue survenues en 1982, 1999 et 2009,.

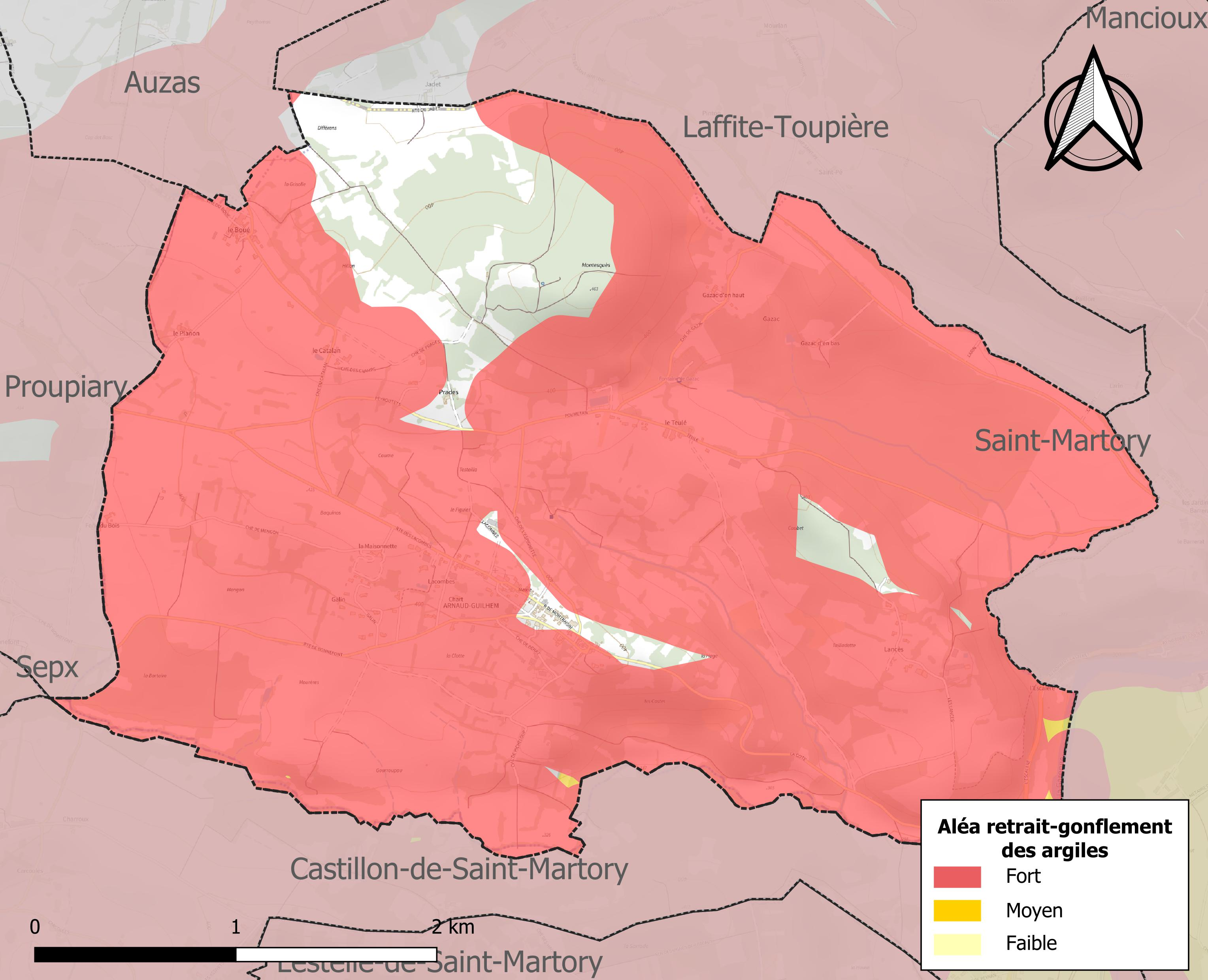
Carte des zones d'aléa retrait-gonflement des sols argileux d'Arnaud-Guilhem.

Le retrait-gonflement des sols argileux est susceptible d'engendrer des dommages importants aux bâtiments en cas d’alternance de périodes de sécheresse et de pluie. 88,1 % de la superficie communale est en aléa moyen ou fort (88,8 % au niveau départemental et 48,5 % au niveau national). Sur les 129 bâtiments dénombrés sur la commune en 2019, 108 sont en aléa moyen ou fort, soit 84 %, à comparer aux 98 % au niveau départemental et 54 % au niveau national. Une cartographie de l'exposition du territoire national au retrait gonflement des sols argileux est disponible sur le site du BRGM,.
Par ailleurs, afin de mieux appréhender le risque d’affaissement de terrain, l'inventaire national des cavités souterraines permet de localiser celles situées sur la commune.
Concernant les mouvements de terrains, la commune a été reconnue en état de catastrophe naturelle au titre des dommages causés par la sécheresse en 1989 et 2003 et par des mouvements de terrain en 1999.

#### Risques technologiques
La commune est en outre située en aval des barrages du Portillon, de Cap de Long (Hautes-Pyrénées) et de l'Oule (Hautes-Pyrénées). À ce titre elle est susceptible d’être touchée par l’onde de submersion consécutive à la rupture d'un de ces ouvrages.

## Toponymie
« Arnaud représente  le germanique aran/arin (aigle)  associé à waldan (commander) », et  « le composé germanique Will-(volonté), accompagné de Helm (casque) est à l'origine des prénoms Guilhem et Guillaume devenus noms de famille ».
Durant la Révolution, la commune porte le nom de Mont-Raisin.
Ses habitants sont appelés les Arnaud-Guilhémois.

## Histoire
Le 23 juin 1859, la vierge Marie, accompagnée de saint Pierre et saint Jean, serait apparue au lieu-dit Picheloup à quatre jeunes paysannes qui faisaient paître leur troupeau ; le Christ se serait aussi montré sous les traits du Bon Pasteur. Les messages insistent prioritairement sur la construction d'une chapelle, dans l'art roman le plus pur sur le lieu des visions, en l'honneur de Notre-Dame des Sept Douleurs.
L’église du village ferait partie du sanctuaire : le Christ et Notre Dame seraient apparus le 7 octobre 1877 à l'une des jeunes femmes, sœur Marie du Bon Pasteur (Félicie Cavé) à l’autel de cette église (selon le manuscrit des événements, p. 398), au sujet d’une statue de « Notre Dame d’Arnaud-Guilhem » à représenter exactement sur le site d’Arnaud-Guilhem au lieu-dit Picheloup. Il y eut, il y a des pèlerinages. Depuis plusieurs décennies l’endroit est entretenu, visité et un petit oratoire est fleuri par des âmes pieuses, particulièrement depuis les années 70.
Fin 2002, le manuscrit des événements intitulé « Visions et apparitions touchant Notre Dame d’Arnaud-Guilhem » fut retrouvé par les archivistes du diocèse d’Auch, connu de leurs prédécesseurs mais sans cote, à la suite d'une demande de M. Charles Bisaro, directeur émérite des pèlerinages de l’archidiocèse de Toulouse, qui effectuait des recherches en approfondissement du sujet avec l'autorisation de son archevêque Mgr Émile Marcus. Il compte plus de 400 pages. Aujourd'hui depuis 2003, des messes sont autorisées sur le site, dans le cadre de ces événements, et inscrites dans secteur pastoral local. L'une d'elles fut concélébrée par le M. le vicaire épiscopal de Toulouse, Jean François Brignol, accompagné de trois prêtres le 25 juin 2005, anniversaire des événements (veille de Saint Jean Baptiste). Anniversaire fêté chaque année depuis 2003, le dernier samedi de juin, messe le matin vers 10 h., chapelet mensuel, messe également mi-septembre pour la fête de Notre Dame des sept Douleurs. Selon le manuscrit du XIXe siècle conservé à l'archevêché d'Auch, le Christ supposé demande instamment que la très sainte Vierge Marie soit honorée sous le titre de Notre Dame d'Arnaud-Guilhem,.

## Politique et administration

### Administration municipale
Le nombre d'habitants au recensement de 2011 étant compris entre 100 et 499, le nombre de membres du conseil municipal pour l'élection de 2014 est de onze,.

### Rattachements administratifs et électoraux
Commune faisant partie de la huitième circonscription de la Haute-Garonne, de la communauté de communes Cagire-Garonne-Salat et du canton de Bagnères-de-Luchon (avant le redécoupage départemental de 2014, Arnaud-Guilhem faisait partie de l'ex-canton de Saint-Martory) ainsi que de la communauté de communes du canton de Saint-Martory.

### Liste des maires
| Période                                  | Période          | Identité             | Étiquette | Qualité |
| ---------------------------------------- | ---------------- | -------------------- | --------- | ------- |
| Les données manquantes sont à compléter. |                  |                      |           |         |
| avant 1988                               | ?                | Pierre Mourlan       |           |         |
| mars 2001                                | mars 2014        | Georges Daunes       | PS        |         |
| 2014                                     | 2016 (démission) | Rose Vinsonneau      | SE        |         |
| 2016                                     | En cours         | Jean-Pierre Vialatte |           |         |

## Population et société

### Démographie
| 1793 | 1800 | 1806 | 1821 | 1831 | 1836 | 1841 | 1846 | 1851 |
| ---- | ---- | ---- | ---- | ---- | ---- | ---- | ---- | ---- |
| 575  | 615  | 705  | 605  | 706  | 642  | 625  | 674  | 570  |

| 1856 | 1861 | 1866 | 1872 | 1876 | 1881 | 1886 | 1891 | 1896 |
| ---- | ---- | ---- | ---- | ---- | ---- | ---- | ---- | ---- |
| 578  | 545  | 470  | 468  | 454  | 429  | 433  | 410  | 402  |

| 1901 | 1906 | 1911 | 1921 | 1926 | 1931 | 1936 | 1946 | 1954 |
| ---- | ---- | ---- | ---- | ---- | ---- | ---- | ---- | ---- |
| 390  | 383  | 411  | 377  | 340  | 338  | 287  | 263  | 239  |

| 1962 | 1968 | 1975 | 1982 | 1990 | 1999 | 2006 | 2011 | 2016 |
| ---- | ---- | ---- | ---- | ---- | ---- | ---- | ---- | ---- |
| 237  | 198  | 192  | 191  | 191  | 167  | 198  | 223  | 232  |

| 2021 | 2022 | - | - | - | - | - | - | - |
| ---- | ---- | - | - | - | - | - | - | - |
| 230  | 231  | - | - | - | - | - | - | - |

### Enseignement
Arnaud-Guilhem fait partie de l'académie de Toulouse.

### Culture et festivité
Tarot,

## Économie

### Revenus
En 2018  (données Insee publiées en septembre 2021), la commune compte 107 ménages fiscaux, regroupant 234 personnes. La médiane du revenu disponible par unité de consommation est de 21 970 € (23 140 € dans le département).

### Emploi
|                | 2008  | 2013  | 2018  |
| -------------- | ----- | ----- | ----- |
| Commune        | 6,2 % | 4,6 % | 9,2 % |
| Département    | 7,7 % | 9,6 % | 9,3 % |
| France entière | 8,3 % | 10 %  | 10 %  |

En 2018, la population âgée de 15 à 64 ans s'élève à 128 personnes, parmi lesquelles on compte 76,2 % d'actifs (66,9 % ayant un emploi et 9,2 % de chômeurs) et 23,8 % d'inactifs,. Depuis 2008, le taux de chômage communal (au sens du recensement) des 15-64 ans est inférieur à celui de la France et du département.
La commune fait partie de la couronne de l'aire d'attraction de Saint-Gaudens, du fait qu'au moins 15 % des actifs travaillent dans le pôle,. Elle compte 22 emplois en 2018, contre 27 en 2013 et 23 en 2008. Le nombre d'actifs ayant un emploi résidant dans la commune est de 86, soit un indicateur de concentration d'emploi de 25,5 % et un taux d'activité parmi les 15 ans ou plus de 52,4 %.
Sur ces 86 actifs de 15 ans ou plus ayant un emploi, 16 travaillent dans la commune, soit 18 % des habitants. Pour se rendre au travail, 83,9 % des habitants utilisent un véhicule personnel ou de fonction à quatre roues, 3,4 % les transports en commun, 5,7 % s'y rendent en deux-roues, à vélo ou à pied et 6,9 % n'ont pas besoin de transport (travail au domicile).

### Activités hors agriculture
18 établissements sont implantés  à Arnaud-Guilhem au 31 décembre 2019.
Le secteur de la construction est prépondérant sur la commune puisqu'il représente 38,9 % du nombre total d'établissements de la commune (7 sur les 18 entreprises implantées  à Arnaud-Guilhem), contre 12 % au niveau départemental.

### Agriculture
|               | 1988 | 2000 | 2010 | 2020 |
| ------------- | ---- | ---- | ---- | ---- |
| Exploitations | 22   | 14   | 12   | 9    |
| SAU (ha)      | 462  | 434  | nd   | 535  |

La commune est dans les « Coteaux de Gascogne », une petite région agricole occupant une partie ouest du département de la Haute-Garonne, constitué d'un relief de cuestas et de vallées peu profondes, creusés par les rivières issues du massif pyrénéen, avec une activité de polyculture et d’élevage. En 2020, l'orientation technico-économique de l'agriculture  sur la commune est l'élevage bovin, orientation mixte lait et viande. Neuf exploitations agricoles ayant leur siège dans la commune sont dénombrées lors du recensement agricole de 2020 (22 en 1988). La superficie agricole utilisée est de 535 ha,,.

## Culture locale et patrimoine

### Lieux et monuments
- Église Saint-Martin.
- Défilé de l'Escalère et vestiges du pont d'Apas.
- Statue de Notre-Dame de Picheloup[49],[50].

### Personnalités liées à la commune
- Arnauld Guilhem, seigneur de Barbazan, né en 1360, s'illustra comme capitaine contre les Anglais et fut tué en 1431 à la bataille de Bulgnéville (Vosges).

## Héraldique
| Blason de Arnaud-Guilhem | Blason  | Écartelé: aux 1 et 4 de gueules à quatre otelles d'argent adossées en sautoir, au 2 d'or à quatre pals de gueules, au 3 d'azur à une fontaine jaillissante d'argent. |
| Blason de Arnaud-Guilhem | Détails | Adopté (Bulletin municipal No 14, octobre 2017). |